# Most kwiatów
Most kwiatów (rum. Podul de flori) – demonstracja mająca miejsce 6 maja 1990 roku nad rzeką Prut dzielącą Rumunię od Mołdawskiej Socjalistycznej Republiki Radzieckiej. Wydarzenie nastąpiło w czasie pieriestrojki i było częścią trwającego rumuńskiego odrodzenia narodowego w Mołdawii pod przewodnictwem Frontu Ludowego Mołdawii. Uczestniczyło w nim 1 200 000 osób po obu stronach granicy. Nazwa wydarzenia pochodzi od rzucanych do wody kwiatów, które symbolicznie połączyły oba brzegi Prutu.
16 czerwca 1991 roku miał miejsce drugi most kwiatów. W wydarzeniu uczestniczyło ponad 150 tysięcy osób, w tym delegacja członków Parlamentu Republiki Mołdawii pod przewodnictwem Nicolae Costina, mera stołecznego Kiszyniowa. W 2025 roku ruszyła budowa pierwszego od 60 lat mostu na Prucie.

## 6 maja 1990
Do pierwszego wydarzenia doszło 6 maja 1990 roku. Podczas akcji mieszkańcy Rumunii mogli tego dnia w godzinach od 13:00 do 19:00 przekraczać rzekę Prut na granicy Mołdawskiej Socjalistycznej Republiki Radzieckiej bez paszportów i wiz. Wzdłuż granicy mołdawsko-rumuńskiej o długości 700 km na rzece Prut utworzono osiem punktów kontrolnych: Miorcani – Pererita, Stânca – Costești, Jassy – Sculeni, Ungheni – Most Ungheni, Albița – Leușeni, Fălciu – Țiganca, Oancea – Cahul i Gałacz – Giurgiulești.
W wyniku II wojny światowej Związek Radziecki odłączył od Królestwa Rumunii część terytorium tworząc Mołdawską SRR. Doprowadziło to do utworzenia na Prucie ściśle kontrolowanej granicy międzypaństwowej dzielącej Rumunów między dwa państwa. Zyskała ona miano „wodnego Muru Berlińskiego”. 6 maja 1990 roku mieszkańcy obu republik zebrali się na brzegach, aby zobaczyć rodaków, w tym członków rodziny rozdzielonych od dekad przez granicę. Niektórzy uczestnicy wydarzenia zdecydowali się przepłynąć rzekę graniczną.
Liczba uczestników została oszacowana na 1,2 miliona osób. W Ungheni granicę na moście Eiffla przekroczyło około 250 000 osób. Demonstracja zorganizowana przez Ligę Kultury na rzecz jedności Rumunów na całym świecie we współpracy z Towarzystwem Kulturalnym Bukareszt-Kiszyniów i Frontem Ludowym Mołdawii rozpoczęła się wcześnie rano, gdy po rumuńskiej stronie pojawiły się tysiące osób trzymających kwiaty. Uczestnicy zaczęli wrzucać je do wody, pokrywając powierzchnię rzeki i symbolicznie tworząc most między obiema stronami. W południe grupa duchownych odprawiła Te Deum, po czym po obu stronach nastąpiło bicie dzwonów cerkiewnych. Następnie do rzeki wrzucono więcej kwiatów i zaczęły się spotkania na moście. W czasie demonstracji nie organizowano politycznych przemówień, nie wygłaszano haseł ani apeli. Wydarzenie zakończyło się około godziny 19:00. Na prośbę prezydenta ZSRR Michaiła Gorbaczowa prezydent Francji François Mitterrand telefonicznie poprosił swojego rumuńskiego odpowiednika, aby nie dopuścił do żadnych incydentów po swojej stronie granicy.
Dzięki akcji z 6 maja 1990 roku procedury przekraczania granicy rumuńsko-radzieckiej zostały znacznie uproszczone.

## 16 czerwca 1991
Drugi most kwiatów nastąpił 16 czerwca 1991 roku. Tym razem mieszkańcy Mołdawii mogli przekroczyć granicę z Rumunią bez dokumentów. Według doniesień agencji Romapress, ponad 150 000 osób z Mołdawskiej SRR przekroczyło granicę w Sculeni do okręgu Jassy. Wśród nich była delegacja członków Parlamentu Republiki Mołdawii pod przewodnictwem Nicolae Costina, mera stołecznego Kiszyniowa.

## Skutki
W 2025 roku rozpoczęła się budowa mostu granicznego w Ungheni. Obiekt ma zostać oddany do użytku w 2026 roku. Przewodniczący Parlamentu Republiki Mołdawii Igor Grosu powiedział, że obecne pokolenie powinno budować mosty „w hołdzie tym, którzy wtedy stworzyli most kwiatów”. Wicepremier Rumunii Marian Neacșu określił inwestycję jako „drogę z Mołdawii przez Rumunię do Europy”. Minister Infrastruktury i Rozwoju Regionalnego Mołdawii Vladimir Bolea zapowiedział zaprojektowanie czterech kolejnych mostów na rzece i rozpoczęcie ich budowy w 2026 roku „dla dobra Rumunów po obu stronach Prutu”.